# 拉斯圖維爾
拉斯圖維爾是西非國家加蓬的城市，位於該國中部奧果韋-洛洛省奧果韋河畔，海拔高度206米，主要經濟活動是生產棕櫚油，2006年人口估計為8,531。

## 外部連結
Grottes de Lastourville - UNESCO World Heritage Centre（页面存档备份，存于） Retrieved 2009-03-19.
0°49′S 12°42′E / 0.817°S 12.700°E